# Samu Alanko
Samu Alanko (Vaasa, Finlandia; 16 de mayo de 1998) es un futbolista finlandés. Su posición es la de delantero y su club es el AC Oulu de la Veikkausliiga de Finlandia.

## Trayectoria

### VPS
El 13 de julio de 2022 se anuncia su llegada al VPS firmando un contrato hasta final de temporada.

## Selección nacional

### Participaciones en selección nacional
| Torneo                                                       | Categoría | Sede     | Resultado    | Partidos | Goles |
| ------------------------------------------------------------ | --------- | -------- | ------------ | -------- | ----- |
| Fase de clasificación para el Campeonato Europeo Sub-17 2015 | Sub-17    | Bulgaria | No clasificó | 2        | 0     |
| Fase de clasificación para el Campeonato Europeo Sub-19 2017 | Sub-19    | Georgia  | No clasificó | 2        | 0     |

## Estadísticas

### Clubes
Actualizado al último partido jugado el 25 de febrero de 2023.
| FC Kiisto · Finlandia | 3.ª                 | 2015                | 9   | 0  | -  | - | - | - | 9   | 0  | 0,00 |
| FC Kiisto · Finlandia | Total               | Total               | 9   | 0  | 0  | 0 | 0 | 0 | 9   | 0  | 0,00 |
| VPS · Finlandia | 1.ª                 | 2015                | 1   | 0  | 4  | 0 | 1 | 0 | 6   | 0  | 0,00 |
| VPS · Finlandia | 1.ª                 | 2016                | 1   | 0  | 3  | 1 | - | - | 4   | 1  | 0,25 |
| VPS · Finlandia | 1.ª                 | 2018                | 9   | 0  | -  | - | - | - | 9   | 0  | 0,00 |
| VPS · Finlandia | 1.ª                 | 2019                | 16  | 2  | 8  | 1 | - | - | 24  | 3  | 0,13 |
| VPS · Finlandia | 2.ª                 | 2020                | 18  | 6  | 5  | 0 | - | - | 23  | 6  | 0,26 |
| FF Jaro · Finlandia | 2.ª                 | 2016                | 9   | 7  | -  | - | - | - | 9   | 7  | 0,78 |
| FF Jaro · Finlandia | Total               | Total               | 9   | 7  | 0  | 0 | 0 | 0 | 9   | 7  | 0,78 |
| First Vienna F. C. · Austria | 3.ª                 | 2016-17             | 9   | 2  | -  | - | - | - | 9   | 2  | 0,22 |
| First Vienna F. C. · Austria | Total               | Total               | 9   | 2  | 0  | 0 | 0 | 0 | 9   | 2  | 0,22 |
| Austria Viena II · Austria | 3.ª                 | 2017-18             | 19  | 2  | -  | - | - | - | 19  | 2  | 0,11 |
| Austria Viena II · Austria | Total               | Total               | 19  | 2  | 0  | 0 | 0 | 0 | 19  | 2  | 0,11 |
| AC Oulu · Finlandia | 1.ª                 | 2021                | 27  | 2  | 3  | 0 | - | - | 30  | 2  | 0,05 |
| AC Oulu · Finlandia | 1.ª                 | 2022                | 2   | 0  | 3  | 0 | - | - | 5   | 0  | 0    |
| AC Oulu · Finlandia | Total               | Total               | 29  | 2  | 6  | 0 | 0 | 0 | 35  | 2  | 0,05 |
| OLS · Finlandia | 3.ª                 | 2022                | 7   | 6  | -  | - | - | - | 7   | 6  | 0,86 |
| OLS · Finlandia | Total               | Total               | 7   | 6  | 0  | 0 | 0 | 0 | 7   | 6  | 0,86 |
| VPS · Finlandia | 1.ª                 | 2022                | 16  | 2  | -  | - | - | - | 16  | 2  | 0,13 |
| VPS · Finlandia | 1.ª                 | 2023                | 5   | 1  | -  | - | - | - | 5   | 1  | 0,20 |
| VPS · Finlandia | Total               | Total               | 66  | 11 | 20 | 2 | 1 | 0 | 87  | 13 | 0,14 |
| Total en su carrera | Total en su carrera | Total en su carrera | 150 | 30 | 26 | 2 | 1 | 0 | 177 | 32 | 0,18 |
| (1) Incluye datos de Copa de la Liga de Finlandia y Copa de Finlandia. (2) Incluye datos de Liga Europa de la UEFA y Liga de Campeones de la UEFA. (3) No incluye goles en partidos amistosos. |                     |                     |     |    |    |   |   |   |     |    |      |